# Ruta Estatal de California 70
La Ruta Estatal de California 70, y abreviada SR 70 (en inglés: California State Route 70) es una carretera estatal estadounidense ubicada en el estado de California. La carretera inicia en el Sur desde la SR 99     cerca de Sacramento hacia el Norte en la US 395  cerca de Beckwourth Pass. La carretera tiene una longitud de 287,3 km (178.528 mi). Esta ruta forma parte del Sistema Estatal de Carreteras Escénicas de California.

## Mantenimiento
Al igual que las autopistas interestatales, y las rutas federales y el resto de carreteras estatales, la Ruta Estatal de California 70 es administrada y mantenida por el Departamento de Transporte de California por sus siglas en inglés Caltrans.

## Cruces
La Ruta Estatal de California 70 es atravesada principalmente por la  SR 20     en Marysville
 SR 162     en Oroville
 SR 89     cerca de Quincy.